# حصن صحم
 حصن صحم يقع في منطقة الباطنة بسلطنة عمان.
يتكون حصن صحم من دور واحد ويوجد به العديد من الغرف قام ببنائها السيد شهاب بن فيصل بن تركي البوسعيدي في عهد السلطان / سعيد بن تيمور بن فيصل البوسعيدي ( 1351هـ / 1932م – 1390هـ / 1970م ) , وبني هذا الحصن على الساحل ضمن الحدود العمرانية لـ ولاية صحم من أعمال منطقة شمال الباطنة.